# Chèo thuyền tại Đại hội Thể thao châu Á 2022
Chèo thuyền tại Đại hội Thể thao châu Á 2022 được tổ chức tại Trung tâm Thể thao Dưới nước Phúc Dương, Hàng Châu, Trung Quốc từ ngày 20 đến ngày 25 tháng 9 năm 2023.

## Quốc gia tham dự
- Có tổng cộng 251 vận động viên đến từ 21 quốc gia tham gia thi đấu môn Chèo thuyền tại Đại hội Thể thao châu Á 2022:

- Bahrain (3)
- Trung Quốc (37)
- Đài Bắc Trung Hoa (3)
- Hồng Kông (22)
- Ấn Độ (29)
- Indonesia (19)
- Iran (7)
- Iraq (2)
- Nhật Bản (18)
- Kazakhstan (9)
- Hàn Quốc (16)
- Kuwait (4)
- Pakistan (4)
- Philippines (6)
- Ả Rập Xê Út (4)
- Singapore (3)
- Sri Lanka (4)
- Thái Lan (24)
- UAE (1)
- Uzbekistan (18)
- Việt Nam (18)

## Lịch thi đấu
| H | Heats | R | Repechage | S | SemiFinals | F | Finals |

| Event↓/Date →                     | 20th Wed | 21st Thu | 22nd Fri | 23rd Sat | 24th Sun | 25th Mon |
| --------------------------------- | -------- | -------- | -------- | -------- | -------- | -------- |
| Men's single sculls               | H        | R        | S        |          |          | F        |
| Men's double sculls               | H        | R        |          |          | F        |          |
| Men's quadruple sculls            | H        | R        |          |          |          | F        |
| Men's pair                        | H        |          |          |          | F        |          |
| Men's four                        | H        | R        |          |          |          | F        |
| Men's eight                       | H        |          |          |          | F        |          |
| Men's lightweight double sculls   | H        | R        |          |          | F        |          |
| Women's single sculls             | H        | R        | S        |          |          | F        |
| Women's double sculls             | H        | R        |          |          | F        |          |
| Women's quadruple sculls          | H        |          |          |          |          | F        |
| Women's pair                      | H        |          |          |          |          | F        |
| Women's four                      | H        |          |          |          | F        |          |
| Women's eight                     | H        |          |          |          |          | F        |
| Women's lightweight double sculls | H        | R        |          |          | F        |          |

## Danh sách huy chương

### Nam
| Event                     | Vàng | Bạc | Đồng |
| ------------------------- | --- | --- | --- |
| Single scull              | Trung Quốc · Zhang Liang | Nhật Bản · Ryuta Arakawa | Hồng Kông · Chiu Hin Chun |
| Double sculls             | Trung Quốc · Lu Zhiyu · Zhang Liang                                                                                          | Uzbekistan · Shakhboz Kholmurzaev · Mekhrojbek Mamatkulov | Indonesia · Ihram · Memo |
| Quadruple sculls          | Trung Quốc · Han Wei · Yi Xudi · Zang Ha · Sulitan Adilijiang                                                                | Uzbekistan · Shakhzod Nurmatov · Shakhboz Kholmurzaev · Mekhrojbek Mamatkulov · Sobirjon Safaroliev                                                             | Ấn Độ · Satnam Singh · Parminder Singh · Jakar Khan · Sukhmeet Singh                                                                                               |
| Coxless pair              | Hồng Kông · Lam San Tung · Wong Wai Chun                                                                                     | Uzbekistan · Shekhroz Hakimov · Dilshodjon Khudoyberdiev | Ấn Độ · Babu Lal Yadav · Ram Lekh |
| Coxless Four              | Uzbekistan · Shehroz Hakimov · Dilshodjon Khudoyberdiev · Davrjon Davronov · Alisher Turdiev                                 | Trung Quốc · Li Wenlei · Chen Xianfeng · Xu Qiao · Cai Pengpeng                                                                                                 | Ấn Độ · Jaswinder Singh · Bheem Singh · Punit Kumar · Ashish |
| Coxed eight               | Trung Quốc · Li Wenlei · Chen Xianfeng · Xu Qiao · Lyu Yi · Ji Gaoxing · Cai Pengpeng · Ni Xulin · Nie Yide · Liang Weixiong | Ấn Độ · Neeraj Maan · Naresh Kalwaniya · Neetish Kumar · Charanjeet Sing · Jaswinder Singh · Bheem Singh · Punit Kumar · Ashish Goliyan · Dhananjay Uttam Pande | Indonesia · Rifqi Taufiqurahman · Kakan Kusmana · Sulpianto · Rendi Setia Maulana · Asuhan Pattiha · Ferdiansyah · Denri Alghiffari · Ardi Isadi · Ujang Hasbulloh |
| Lightweight double sculls | Trung Quốc · Fan Junjie · Sun Man                                                                                            | Ấn Độ · Arjun Lal Jat · Arvind Singh | Uzbekistan · Shahkhzod Nurmatov · Sobirjon Safaroliev |

### Nữ
| Event                     | Vàng | Bạc | Đồng |
| ------------------------- | --- | --- | --- |
| Single scull              | Uzbekistan · Anna Prakaten | Trung Quốc · Liu Ruiqi | Nhật Bản · Shiho Yonekawa |
| Double sculls             | Trung Quốc · Lu Shiyu · Shen Shuangmei | Iran · Mahsa Javar · Zeinab Norousi | Thái Lan · Nuntida Krajangjam · Parisa Chaempudsa |
| Quadruple sculls          | Trung Quốc · Chen Yunxia · Zhang Ling · Lü Yang · Cui Xiaotong                                                                            | Iran · Fatemeh Mojallaltoptaghghale · Nazanin Malaei · Mahsa Javer · Zeinab Norouzi                                                                             | Việt Nam · Lường Thị Thảo · Bùi Thị Thu Hiền · Nguyễn Thị Giang · Phạm Thị Thảo                                                                              |
| Coxless pair              | Trung Quốc · Wang Tingting · Zhang Xuan                                                                                                   | Hồng Kông · Cheung Hoi Lam · Leung King Wan | Hàn Quốc · Kim Ha-yeong · Lee Soo-bin |
| Coxless four              | Trung Quốc · Zhang Shuxian · Liu Xiaoxin · Wang Zifeng · Xu Xingye                                                                        | Nhật Bản · Sahoko Kinota · Akiho Takano · Haruna Sakakibara · Sayaka Chujo                                                                                      | Việt Nam · Phạm Thị Huệ · Đinh Thị Hảo · Hà Thị Vui · Dư Thị Bông                                                                                            |
| Coxed eight               | Trung Quốc (CHN) · Zhang Shuxian · Yu Siyuan · Bao Lijun · Dong Xiya · Zhang Hairong · Liu Xiaoxin · Wang Zifeng · Xu Xingye · Xu Xiaohan | Nhật Bản (JPN) · Sayaka Chujo · Chiaki Tomita · Urara Kakishima · Emi Hirouchi · Akiho Takano · Sahoko Kinota · Shiho Yonekawa · Haruna Sakakibara · Saki Senda | Việt Nam (VIE) · Hồ Thị Lý · Trần Thi Kiệt · Phạm Thị Ngọc Anh · Lê Thị Hiền · Hà Thị Vui · Đinh Thị Hảo · Phạm Thị Huệ · Dư Thị Bông · Nguyễn Lâm Kiều Diễm |
| Lightweight double sculls | Trung Quốc · Zou Jiaqi · Qiu Xiuping | Uzbekistan · Luizakhon Islomova · Malika Tagmatova | Indonesia · Chelsea Corputty · Mutiara Rahma Putri |

## Bảng tổng sắp huy chương
| Hạng                | Đoàn                | Vàng | Bạc | Đồng | Tổng số |
| ------------------- | ------------------- | ---- | --- | ---- | ------- |
| 1                   | Trung Quốc (CHN)    | 11   | 2   | 0    | 13      |
| 2                   | Uzbekistan (UZB)    | 2    | 4   | 1    | 7       |
| 3                   | Hồng Kông (HKG)     | 1    | 1   | 1    | 3       |
| 4                   | Nhật Bản (JPN)      | 0    | 3   | 1    | 4       |
| 5                   | Ấn Độ (IND)         | 0    | 2   | 3    | 5       |
| 6                   | Iran (IRI)          | 0    | 2   | 0    | 2       |
| 7                   | Indonesia (INA)     | 0    | 0   | 3    | 3       |
| 7                   | Việt Nam (VIE)      | 0    | 0   | 3    | 3       |
| 9                   | Hàn Quốc (KOR)      | 0    | 0   | 1    | 1       |
| 9                   | Thái Lan (THA)      | 0    | 0   | 1    | 1       |
| Tổng số (10 đơn vị) | Tổng số (10 đơn vị) | 14   | 14  | 14   | 42      |